# Bočnoslabinski mišić
Bočnoslabinski mišić (lat. musculus iliopsoas) čine tri mišića zdjelice. Mišić nastaje spajanjem velikog slabinskog mišića (lat. musculus psoas major), bočnog mišića (lat. musculus iliacus) i malog slabinskog mišića (lat. musculus psoas minor). 

## Polazište i hvatište
Veliki slabinski mišić i bočni mišić u trbušnoj šupljini idu odvojeni da bi se u zdjelici spojili i zajedno se hvataju za mali obrtač (lat. trochanter minor) bedrene kosti.   